# Франко, Фульвия
Фульвия Франко (итал. Fulvia Franco) (21 мая 1931 — 15 мая 1988) — итальянская актриса.

## Биография
Победила на конкурсе «Мисс Италия» в 1948 году. Эта победа открыла Фульвии Франко путь в кинематограф. Дебютировала в кинокомедии «Тото путешествует по Италии / Totò al Giro d’Italia» (1948).
Благодаря своим незаурядным данным много снималась, в основном в ролях роковых красавиц. Снималась до 1971 года.
Имела сына Алессандро (1951) от брака с боксёром Тиберио Митри. В 1979 году сын актрисы был найден мёртвым в своём автомобиле, умер предположительно от передозировки наркотиков. О яркой и трагической судьбе актрисы режиссёр Анджело Лонгони создал художественный фильм «Чемпион и Мисс / Il Campione e la Miss» (2010).